# Estación de La Rambla
La Rambla es una estación de la Línea 7 del Metro de Madrid situada bajo la intersección de las calles Honduras y México, en el municipio de Coslada.

## Historia
La estación fue inaugurada el día 5 de mayo de 2007 con las estaciones del tramo MetroEste.
La estación ha sufrido varias obras de rehabilitación desde su inauguración para garantizar la seguridad y aliviar las grietas que se han formado encima de los túneles por los que discurre el tramo MetroEste. Véase Obras de rehabilitación en Línea 7 para más detalles.

## Accesos
Vestíbulo La Rambla
- Honduras C/ Honduras, s/n (semiesquina C/ México)
- Ascensor C/ Honduras, s/n (semiesquina C/ México)

## Líneas y conexiones

### Metro
| << cabecera          | < estación   | línea | estación >      | cabecera >>                                   |
| -------------------- | ------------ | ----- | --------------- | --------------------------------------------- |
| Hospital del Henares | San Fernando |       | Coslada Central | Pitis Cambio de tren en Estadio Metropolitano |

### Autobuses
| Diurnos |                       |                             |                           |
| Línea   | Destino               | Parada                      | Operador                  |
| 2       | Cementerio / C.I.T.I. | 07166 Méjico-Est. La Rambla | Avanza Movilidad Integral |
| 2       | Barrio de la Estación | 07117 Méjico-Est. La Rambla | Avanza Movilidad Integral |

| Diurnos   |                                                                |                               |                           |
| Línea     | Destino                                                        | Parada                        | Operador                  |
| 280       | Coslada (FFCC)                                                 | 07166 Méjico-Est. La Rambla   | Avanza Movilidad Integral |
| 287       | Madrid (Alsacia)                                               | 07166 Méjico-Est. La Rambla   | Avanza Movilidad Integral |
| 288       | Madrid (Ciudad Lineal)                                         | 07166 Méjico-Est. La Rambla   | Avanza Movilidad Integral |
| 280       | Hospital - Loeches                                             | 07117 Méjico-Est. La Rambla   | Avanza Movilidad Integral |
| 286       | Coslada (Ciudad 70)                                            | 07117 Méjico-Est. La Rambla   | Avanza Movilidad Integral |
| 287       | Coslada (Barrio de la Estación)                                | 07117 Méjico-Est. La Rambla   | Avanza Movilidad Integral |
| 288       | Coslada-San Fernando de Henares                                | 07117 Méjico-Est. La Rambla   | Avanza Movilidad Integral |
| 822       | Coslada-San Fernando de Henares                                | 07117 Méjico-Est. La Rambla   | Avanza Movilidad Integral |
| SE7       | Hospital del Henares                                           | 07117 Méjico-Est. La Rambla   | Monbus                    |
| 286       | Madrid (Ciudad Lineal)                                         | 20653 Honduras-Est. La Rambla | Avanza Movilidad Integral |
| 822       | Madrid (Aeropuerto)                                            | 20653 Honduras-Est. La Rambla | Avanza Movilidad Integral |
| SE7       | Barrio del Puerto                                              | 20653 Honduras-Est. La Rambla | Monbus                    |
| Nocturnos |                                                                |                               |                           |
| Línea     | Destino                                                        | Parada                        | Operador                  |
| N203      | Madrid (Ciudad Lineal)                                         | 20653 Honduras-Est. La Rambla | Avanza Movilidad Integral |
| N203      | Coslada-San Fernando de Henares-Velilla de San Antonio/Loeches | 07117 Méjico-Est. La Rambla   | Avanza Movilidad Integral |

## Sitios de interés
Se encuentra al lado del Centro Cultural Margarita Nelken, una biblioteca municipal, un anfiteatro...